# Шимбуев, Сергей Николаевич
Сергей Николаевич Шимбуев (род. 22 января 1992 года) — российский фристайлист.

## Карьера
Вырос на склонах Хибин, где занимался различными видами лыжного спорта. Стал серебряным призёром розыгрыша Кубка Европы по фристайлу в общем зачете (могул) в сезоне 2009/2010 годов. Серебряный призёр первенства России в парном могуле.
Сергей стал первым спортсменом из Мурманской области, включённым в состав сборной России по фристайлу.
Чемпион России (2012 - парный могул). Серебряный (2013 - могул) и бронзовый (2011 - парный могул) призёр чемпионатов России.
Тренером является отец - Н.Е. Шимбуев.
На Универсиаде-2015 стал бронзовым призёром в могуле.